# Francisco Saturnino Braga
O engenheiro Francisco Saturnino Braga, filho de Ramiro Ferreira Saturnino Braga e de Maria Adélia Saturnino Braga e pai do ex-prefeito da capital fluminense, Roberto Saturnino Braga, nasceu em 17 de maio de 1905.
Formado em Engenharia Civil em 1927, pela Escola Nacional de Engenharia, atuou na Inspetoria Federal de Portos, Rios e Canais entre 1928 e 1932 e subchefiou a Comissão de Saneamento da Baixada Fluminense do antigo Departamento Nacional de Obras de Saneamento (DNOS), de 1935 a 1939.
No início dos anos 1940, esteve à frente do Departamento de Estradas de Rodagem do Estado do Rio de Janeiro (DER-RJ). Chegou à diretoria do extinto Departamento Nacional de Estradas de Rodagem (DNER) no final de 1945, onde permaneceu até julho de 1950, compondo órgãos como o Conselho Rodoviário Nacional e a Comissão do Plano Geral da Viação Nacional. 
Eleito deputado federal pelo antigo PSD, exerceu a legislatura por três mandatos consecutivos, entre 1951 e 1963, sempre representando o Rio de Janeiro. Durante esse período, em 1954, versou sobre a possibilidade de cobrança de pedágio nas rodovias federais, em artigo publicado pela Revista do Serviço Público. Posteriormente, exerceu funções no Ministério da Indústria e Comércio e no Conselho Administrativo de Defesa Econômica (CADE), no biênio 1963-64.
Também foi membro do Conselho Diretor do Clube de Engenharia do Rio de Janeiro e do Conselho da Associação Rodoviária do Brasil. Faleceu em 1º de junho de 1968.